# Chihayaakasaka
Chihayaakasaka (千早赤阪村?) è un villaggio giapponese della prefettura di Ōsaka. Buona parte del territorio comunale si trova sulle pendici del monte Yamato Katsuragi.